# Salon des Tuileries
O Salon des Tuileries (em português: Salão das Tulherias) foi uma exposição de arte anual dedicada à pintura e à escultura, criada em 14 junho de 1923, pelos pintores Albert Besnard e Bessie Davidson, pelo escultor Antoine Bourdelle e o arquiteto Auguste Perret,  dentre outros.  
A estreia da primeira exposição foi dirigida em barracões no Porte Maillot, próximos ao Bois de Boulogne em um tipo de "Palais du Bois" construído pelos irmãos  Perret. O salão, juntamente com a Société des Artistes Indépendants de 1884 e Salon d'Automne de 1903, foram organizados em oposição ao sistema oficial proposto. 
As exposições anuais duraram, pelo menos, até a década de 1950.

## Artistas participantes
- Edith Auerbach
- Edmond Aman-Jean
- Marcelle Bergerol
- Jules Cavaillès
- Joseph Csaky
- Margaret Cossaceanu
- Alice Dannenberg
- Charles Despiau
- Louis Dewis
- Jean Dries
- Raoul Dufy [2]
- Roger de La Fresnaye[3]
- Frederick Carl Frieseke
- Othon Friesz
- Alberto Giacometti [4]
- Albert Gleizes[3]
- Natalia Goncharova
- Louise Janin
- Adolph Gottlieb
- Moïse Kisling[3]
- Sonia Lewitska
- Jean Metzinger[3]
- Henri Ottmann
- Olga Sacharoff
- Martha Stettler
- Léopold Survage
- Henriette Tirman
- Maurice de Vlaminck
- Ossip Zadkine